# منتخب آيسلندا لهوكي الجليد
منتخب أيسلندا الوطني لهوكي الجليد هو منتخب وطني يمثل أيسلندا في منافسات هوكي الجليد الدولية، بدأ منافساته في سنة 1999، نافس في بطولة العالم لهوكي الجليد 14 مرة، يحتل حالياً التصنيف الثاني والثلاثين على العالم.